# Asentamientos chinos en el Tíbet
Los asentamientos chinos en el Tíbet comenzaron en 1965, cuando el gobierno chino creó la Región Autónoma del Tíbet, seis años después de la anexión del Tíbet a la República Popular China. Tras ello, cientos de colonos chinos étnicos (han) se han reasentado en el Tíbet apoyados por el gobierno.
Los grupos independentistas tibetanos alegan que el gobierno chino ha establecido estos asentamientos en el Tíbet en un intento de sinizar la región. La campaña Free Tibet de abril de 1996 hizo la afirmación no probada de que 500.000 chinos fueron trasladados al este del Tíbet para trabajar en minas de cobre, un proyecto que implicaría la construcción de varias nuevas ciudades mineras.

En 1991, el dalái lama declaró:
Los nuevos colonos chinos han creado una sociedad alternativa: un apartheid chino que, al negar a los tibetanos un estatus social y económico igual en nuestra propia tierra, amenaza con abrumarnos y absorbernos finalmente.
En 1999, Lobsang Sangay, líder del Congreso de la Juventud Tibetana, alegó en el Harvard Asia Quarterly que el 60-70% de la población de Lhasa, la capital, ahora es china y, que en el mercado de Barkhor, el más importante de la ciudad, los tibetanos poseen solo 400-450 de los 3.500-4.000 puestos y tiendas. Los chinos también ocupan los puestos de funcionarios, con el 95% de los inmigrantes chinos oficiales empleados en empresas estatales.[cita requerida]